# Radu Ciobanu
Radu Ciobanu (n. 8 martie 1935, Timișoara) este un scriitor român.

## Biografie
Radu Pompiliu Ioan Cioban s-a născut la 8 martie 1935 în Timișoara. Părinții: Silviu Cioban, avocat• Dorina Cioban, n. Demian, casnică.
Urmează „Școala Primară de Aplicație de pe lângă Școala Normală de Învățători”, Timișoara, ulterior Liceul C.D.Loga (pe atunci „Nikos Beloiannis” Timișoara resp.  „Colegiul Național Bănățean”.), absolvent al anului 1953.
Dupa Liceu studiază la Facultatea de Agronomie din Timișoara (1954-1958) fară a termina studiile. Se reorientează către Facultatea de Filologie, secția Limba și Literatura Română a Universității Babeș-Bolyai, Cluj, absoviind în 1964.
Căsătorit din 1964 cu Nicoleta Ciobanu n. Vuță († 2009), profesoară. O fiică, Lizuca, născută în 1965.
Trăiește în prezent în Germania.

## Funcții
De la absolvirea facultății (1964), stabilit la Deva. Profesor de Limba și Literatura Română la Școala Generală din Dobra, jud. Hunedoara, 1964-1965, și la Liceul nr. 2 din Hunedoara, 1965-1972. Temporar – 1967-1968 – metodist pentru problemele de literatură la Casa Județeană a Creației Populare din Deva. Din 1972, scriitor profesionist. Din 1994, membru în colegiul de redacție și editorialist al revistei de etnografie și folclor „Miorița”, Deva. Din 1998 până în 2003, director al revistei de cultură „Arhipelag” din Deva. Din 2004 până în 2005, redactor-șef al revistei „Semne”, Deva.

Radu Ciobi

Data primirii în Uniunea Scriitorilor: 1972.

## Premii literare și distincții
- Premiul pentru Proză al Uniunii Scriitorilor pentru romanul Crepuscul, 1972.
- Titlul de Cetățean de Onoare al Municipiului Deva pentru „activitatea scriitoricească și publicistică”, 1993.
- Premiul pentru Critică acordat de revista „Semne” la Festivalul Internațional de Poezie Emia, Deva, 2001.
- Premiul de Excelență al Filialei Timișoara a Uniunii Scriitorilor pentru anul 2002 .
- Premiul Opera Omnia al celei de a V-a ediții a Festivalului Internațional de Poezie Emia, 2004.
- Apartenența la organizații profesionale: Uniunea Scriitorilor din România, 1972.

## Opera
- După-amiaza bătrânului domn, proză scurtă, Ed. Albatros, București, 1970
- Crepuscul, roman, Ed. Eminescu, București, 1971, ediția a doua, Ed. Helicon, Timișoara, 1992, ediția a treia jubiliară, Ed. Limes, Cluj, 2022
- Zilele, roman, Ed. Albatros, București, 1972
- Treptele Diotimei, roman, Ed. Eminescu, București, 1973; ediția a doua, Ed. Limes, Cluj, 2023
- Dreptul de a începe, roman Ed. Eminescu, București, 1974
- Povești pentru trei seri, proză pentru copii, Ed. Facla, Timișoara, 1975
- Nemuritorul albastru, roman, Ed. Eminescu, 1976, ediția a doua revăzută și adăugită. Ed. Excelsior Art, Timișoara, 2012
- Ultima vacanță, roman, Ed. Albatros, București, 1977
- Vămile nopții, roman, Ed. Albatros, București, 1980
- Linia și sfera, roman, Ed. Militară, București, 1982
- Heralzii, roman, Ed. Albatros, București, 1983, ediția a doua, București, Ed. I.C.R., 2017
- Călărețul de fum, roman, Ed. Militară, București, 1984, ediția a doua, Ed. Eminescu, București, 1994, ediția a treia, Ed. Limes, Cluj, 2017
- Casa fericiților, roman, Ed. Cartea Românească, București, 1986, ediția a doua, Ed. Limes, Cluj, 2019
- Arhipelagul, roman, Ed. Facla, Timișoara, 1987, ediția a doua, Ed. Limes, Cluj, 2015
- Roata lumii, roman, Ed. Militară, București, 1988
- Mic dicționar de cultură religioasă, Ed. Helicon, Timișoara, 1994, ediția a doua, revăzută. Ed. Emia [Dicționarele Emia], Deva, 2003
- Dicționarul rostirilor biblice, Ed. Helicon, Timișoara, 1996
- Jurnal 1980-1984, Ed. Amarcord, Timișoara, 1999
- Țărmul târziu. Jurnal 1985-1990. Ed. Emia, Deva, 2004
- Steaua fiecăruia, roman, Ed. Excelsior Art, Timișoara, 2004
- Europa din noi, Ed. Excelsior Art, Timișoara, 2008
- Recurs la rațiune, Ed. Excelsior Art, Timișoara, 2011
- Călători și călătorii, Ed. Excelsior Art, Timișoara, 2013
- Între dezastre și miracole, Ed. Excelsior Art, Timișoara, 2014
- Povești cu păsări și pitici, Ed. Emia, Deva, 2015
- Magia drumului, Ed. Limes, Cluj, 2020
- Mărturisitori. Prin lumea jurnalelor intime, Ed. Limes, Cluj, 2021
- Memorialiști prin vremi, Ed. Limes, Cluj, 2022
- În colaborare: Radu Ciobanu & Peter Freund, Dialog peste Atlantic, Ed. Emia [Confident], Deva, 2006, ediția a doua adăugită, Ed. Bastion, Timișoara, 2010
- Monica Pillat & Radu Ciobanu, Dincolo de așteptare. Dialog în larg, București, Editura Eikon, 2016.

## Colaborări la volume colective
- Se naște o lume. Culegere de proză românească antifascistă. Ediție îngrijită de Gheorghe Iacob și Cornel Popescu. Editura Albatros. București, 1974
- Viitorul omenirii în conștiința contemporană. Realizatorul ediției Victor Isac. Editura Politică. București, 1980
- Romanul românesc în interviuri. O istorie autobiografică. Antologie, sinteze bibliografice și indice de Aurel Sasu și Mariana Vartic. Vol. I, partea a II-a. Editura Minerva, București, 1985
- Mikó Ervin, Întâlnire cu anul 2000. Editura Dacia. Cluj-Napoca, 1989
- Pagini transilvane. Publicație culturală. Istorie, literatură, etnologie, artă, civilizație. Nr.1/1993. Editată de revista „Steaua” și Redacția Publicațiilor pentru Străinătate
- Acta Musei Devensis. In memoriam Ovid Densusianu. 1873-1938. Deva 1994
- Antologia copilăriei. Antologie îngrijită de Paulina Popa și Maria Razba. Editura Emia, Deva, 1998
- Dumitru Hurubă, De vorbă cu… Editura Eubeea, Timișoara, 1999
- Tratat despre melancolie. O propunere de Violeta Dumbrăveanu. Editura Eurostampa, Timișoara, 2001
- Gheorghe Jurma, Prima carte (o anchetă psiho-sociologică pentru o viitoare istorie literară), Editura Timpul, Reșița, 2003
- Ion Ianoși 80. Ediție alcătuită de Aura Christi și Alexandru Ștefănescu. București. EuroPress Group, 2008
- Între intenția autorului și interpretare. Coordonare și cuvânt înainte de Gabriela Chiciudean. Sibiu. Editura Imago, 2008
- Anghel Dumbrăveanu, Lacrima de întuneric. Poeme olografe, Ediție îngrijită de Violeta Dumbrăveanu. Timișoara, Editura Eubeea, 2013
- Ion Marin Almăjan, Biruit-a gândul... Epistole dintre două veacuri. Prefață de Crișu Dascălu. Studiu introductiv de Adrian Dinu Rachieru. Ediție îngrijită de Ioan David. Timișoara, Editura David Press Print, 2014
- Mirela-Ioana Borchin coordonator, Despre Eugen Dorcescu. Volum omagial 75. Timișoara, Editura Mirton, 2017
- Titus Suciu, Vasile Bogdan, Noi, cei de la Loga, în oglinda veacului, Timișoara, Artpress, 2019
- Virgil Diaconu – coordonator, Poezia canonică românească, București, Contrast, 2020

## Traduceri din opera originală în alte limbi
- Osușestliaevtsia mecita  (selecțiuni din romanul Heralzii), Biblioteca Rumânia, București, nr.12/1978
- Crepuscul/Sumerki, traducere de M. Landman și Svetlana Florințeva, Hudojestvennaia Literatura, Moskva, 1983
- După-amiaza bătrânului domn/Der Nachmittag des alten Herrn, în vol. Erkundungen II. 35 rumänische Erzähler, traducere de Eva Behring.Verlag Volk und Welt, Berlin, 1985
- Un fals mit – Dracula/Ein falsches Mythos – Dracula, traducere de Lizuca Popescu-Cioban, în „archenoah”, Zeitschrift zur Förderung multikultureller Beziehungen, München, nr. 1-2/1998
- O revelație târzie/Megkésett felismerés, traducere de Vallasek Júlia, în „Magyar Napló” (Budapesta), nr. 4, aprilie 2009.